# Sabrata (stolica tytularna)

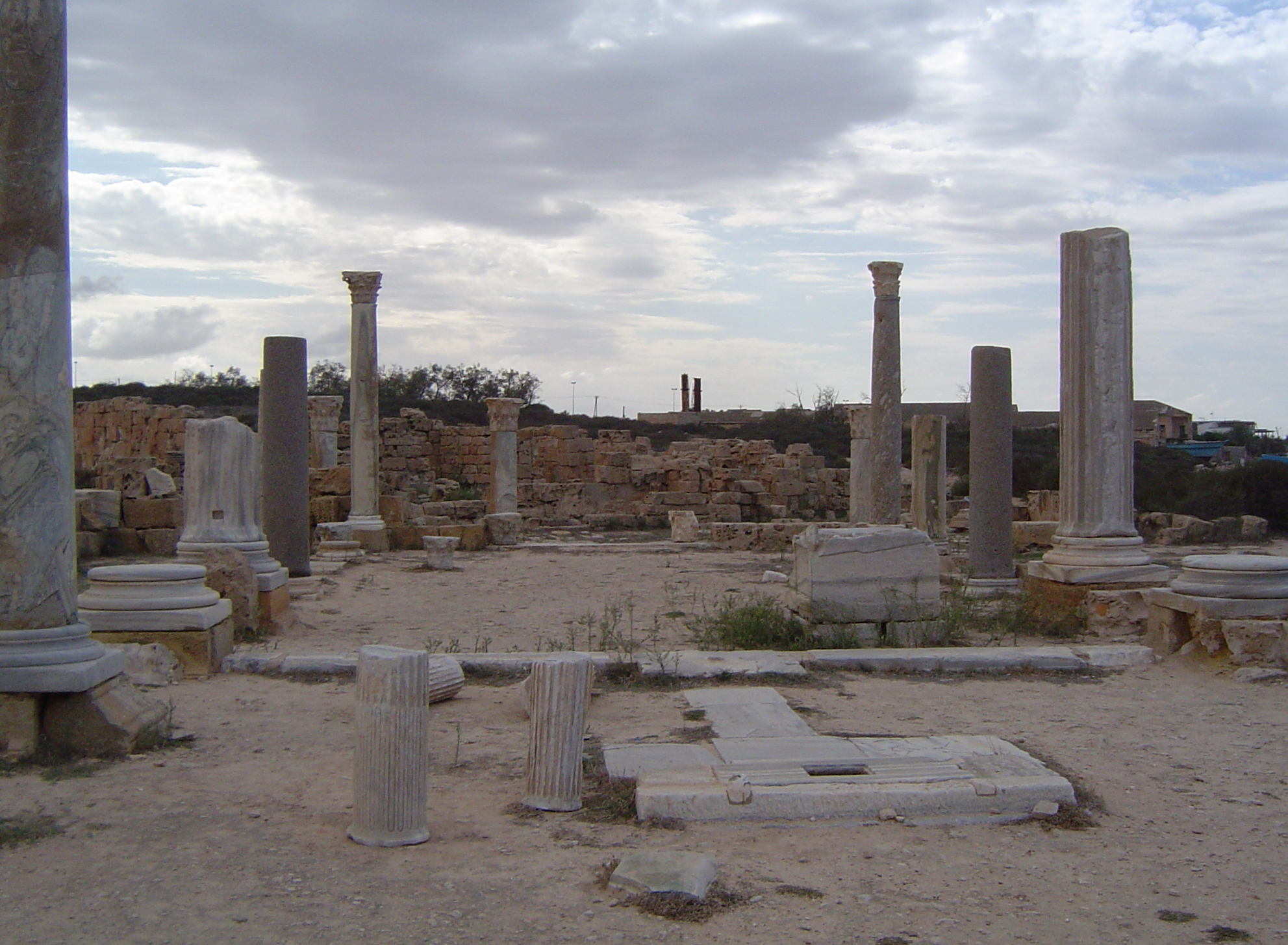
Ruiny bazyliki wczesnochrześcijańskiej w Sabarcie

Sabrata (łac. Diocesis Sabratensis) – stolica historycznej diecezji we Cesarstwie rzymskim w prowincji Trypolitania, zlikwidowana w VII w. podczas ekspansji islamskiej, współcześnie miasto Sabrata w północno-zachodniej Libii. Obecnie katolickie biskupstwo tytularne. 

## Biskupi tytularni
| Lp. | Biskup                     | Funkcja                                   | Od                | Do                   |
| --- | -------------------------- | ----------------------------------------- | ----------------- | -------------------- |
| 1   | John Francis Regis Canevin | biskup koadiutor Pittsburgha (USA)        | 16 stycznia 1903  | 20 grudnia 1904      |
| 2   | Martin Kheberich           | biskup pomocniczy Spiszu (Czechosłowacja) | 9 grudnia 1915    | 29 kwietnia 1951     |
| 3   | John Joseph Graham         | biskup pomocniczy Filadelfii (USA)        | 25 listopada 1963 | 4 sierpnia 2000      |
| 4   | Solomon Amatu              | biskup pomocniczy Awka (Nigeria)          | 22 grudnia 2000   | 28 maja 2005         |
| 5   | Sabino Ocan Odoki          | biskup pomocniczy Gulu (Uganda)           | 22 lipca 2006     | 20 października 2010 |
| 6   | Timoteo Hikmat Beylouni    | egazrcha apostolski Wenezueli             | 1 marca 2011      |                      |